# Les Aventures du commissaire Pierucci
 (septembre 2024).
Si vous disposez d'ouvrages ou d'articles de référence ou si vous connaissez des sites web de qualité traitant du thème abordé ici, merci de compléter l'article en donnant les références utiles à sa vérifiabilité et en les liant à la section « Notes et références ».

Les Aventures du commissaire Pierucci est une série de dix romans policiers écrit par Marie-Hélène Ferrari dont la particularité est de se dérouler en Corse. Le premier livre est sorti en 2005.

## Résumé
Armand Pierucci est commissaire de la police judiciaire sur le port de la petite cité de Bonifacio en Corse. Entouré de ses adjoints Finelli le petit corse futé et de Pieri le gros tendre, il va devoir dans un premier temps aider une minuscule veuve qui pense que son mari a attrapé la mort d'un autre et qui répand le désordre, dans Le destin ne s'en mêle pas.
Le tome deux Comme une absence de lumière permet de découvrir un peu mieux cet homme étrange, bougon, diabétique et atypique, qui déteste faire son métier dans un pays ou tout le monde protège tout le monde. Le troisième opus Le tueur de douleur renoue avec l'histoire de la Corse : celle des Ghjuvannali, cette dissidence franciscaine qui à l'instar des Cathares, va être persécutée par l'inquisition et faire l'objet d'une croisade. Un retour à Noël dans son pays d'origine va réveiller un lourd passé et le confronter à son pire ennemi dans un climat étouffant : lui-même.
Les particularités de cette série, qui se continue, sont l'ancrage dans une Corse qui bien que présente par la langue, les expressions et les petits travers, revit aussi dans son histoire.
L'enfant qui vient après Le tueur de douleur parle de vie, malgré la douleur et la mort: la peste fait des ravages à Bonifacio, et les vieilles légendes ont la vie tenace.
L'obscure patience de la cellule montre toujours Pierucci coincé dans une histoire familiale compliquée, des amours multiples, et des difficultés d'homme en prise avec l'histoire et les histoires.
Entre-temps le commissaire a aussi écrit un livre de recettes : La promenade gastronomique de Pierucci en Corse et en Méditerranée.
- le trou dans le vent , *" Le diable est un ange comme les autres"  Continuent d'approfondir le duo "Histoire, Psychologie" . Le nouvel opus est annoncé pour février 2011 par la maison Clémentine.

La série très populaire depuis ses débuts s'est installé dans le paysage au point que la maison Lantana editore en a acheté les droits pour de nombreuses années, le premier tome été publié en juillet: " Il destino non c'entra" .
Série Pierucci
- Le destin ne s'en mêle pas[2]
- Comme une absence de Lumière
- Le tueur de douleur
- L'Enfant
- Le trou dans le vent
- Le diable est un ange comme les autres
- la persévérance du jardinier
- le chemin lent et sinueux des larmes d'Annah
- la valse folle des morts et des vivants
- L'obscure patience de la cellule
- la promenade gastronomique de Pierucci, recettes